# Ed Koch
Edward Irving Koch, mais conhecido como Ed Koch (Bronx, 12 de dezembro de 1924 – Manhattan, 1 de fevereiro de 2013) foi um político norte-americano, prefeito de Nova Iorque (1978–1990) e membro do Congresso dos Estados Unidos.
Koch era filho de imigrantes poloneses que chegaram ao Bronx em 1924. Depois de servir como um soldado de infantaria de combate na Europa, ele estudou a legislação americana antes de ingressar na carreira política. Foi congressista nos EUA antes de se tornar prefeito de Nova York, em 1978 - e ser reeleito outras três vezes - até deixar a administração pública em 1989.
Ele era um membro do Partido Democrata, sendo líder do partido na região, entre 1963 e 1965. Em 1965, ele apoiou a candidatura do republicano John Lindsay para prefeito de Nova Iorque. Koch assumiu como representante em 1969, pelo 17º Distrito de Nova Iorque até sua renúncia em 31 de dezembro de 1977, assumindo em 1 de janeiro de 1978 como prefeito de Nova Iorque.

## Governo
Suas políticas fiscais rigorosas ajudaram a cidade a sair da quase ruína financeira e ir até níveis de prosperidade invejável.
O ex-prefeito também foi o responsável pelo programa de construção e reabilitação de 200 mil casas, que ajudou a transformar os bairros mais pobres da cidade.
No entanto, os últimos anos de seu terceiro mandato ficaram escurecidos pelos problemas de corrupção em alguns departamentos da prefeitura, a epidemia de crack e a um aumento da criminalidade e da violência racial.
As disputas raciais contribuíram para que Koch, filho de judeus emigrados da Polônia no início do século XX, perdesse em 1989 as eleições primárias para um quarto mandato para David Dinkins, que foi posteriormente eleito como o primeiro prefeito negro de Nova York.